# İzmir (tartomány)
İzmir tartomány Törökország egyik tartománya az Égei-tenger partján, székhelye İzmir városa. Északon Balıkesir, keleten Manisa, délen Aydın határolja.
A tartomány fő folyói a Küçük Menderes, a Koca Çay és a Bakır Çay.

## Körzetei
İzmir tartomány 30 körzetből áll:
| - Aliağa - Balçova - Bayındır - Bayraklı - Bergama - Beydağ - Bornova - Buca - Çeşme - Çiğli - Dikili - Foça - Gaziemir - Güzelbahçe - Karaburun | - Karabağlar - Karşıyaka - Kemalpaşa - Kınık - Kiraz - Konak - Menderes - Menemen - Narlidere - Ödemiş - Seferihisar - Selçuk - Tire - Torbalı - Urla |

Ezek közül Balçova, Bornova, Buca, Çiğli, Gaziemir, Güzelbahçe, Karşıyaka, Konak, és Narlıdere İzmir városának kerületei is egyben.

## Külső hivatkozások
- İzmir turistainformáció
- Izmir - Expo 2015